# Frikassé

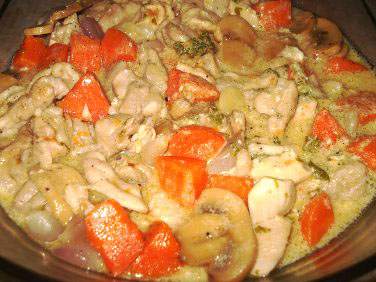
Kycklingfrikassé.

En frikassé (franska: fricassée) är en tillagningsmetod av livsmedel där kött (vanligen från däggdjur, fågel eller fisk) samt grönsaker skärs i medelstora bitar och kokas i buljong eller sås, och därefter reds av med smör och grädde eller äggula.